# Dactylorhiza jestrebiensis
Dactylorhiza jestrebiensis är en orkidéart som beskrevs av Roman Businský. Dactylorhiza jestrebiensis ingår i Handnyckelsläktet som ingår i familjen orkidéer. Inga underarter finns listade i Catalogue of Life.